# Diposis saniculifolia
Diposis saniculifolia är en flockblommig växtart som först beskrevs av Jean-Baptiste de Lamarck, och fick sitt nu gällande namn av Dc. Diposis saniculifolia ingår i släktet Diposis och familjen flockblommiga växter. Inga underarter finns listade i Catalogue of Life.

## Bildgalleri

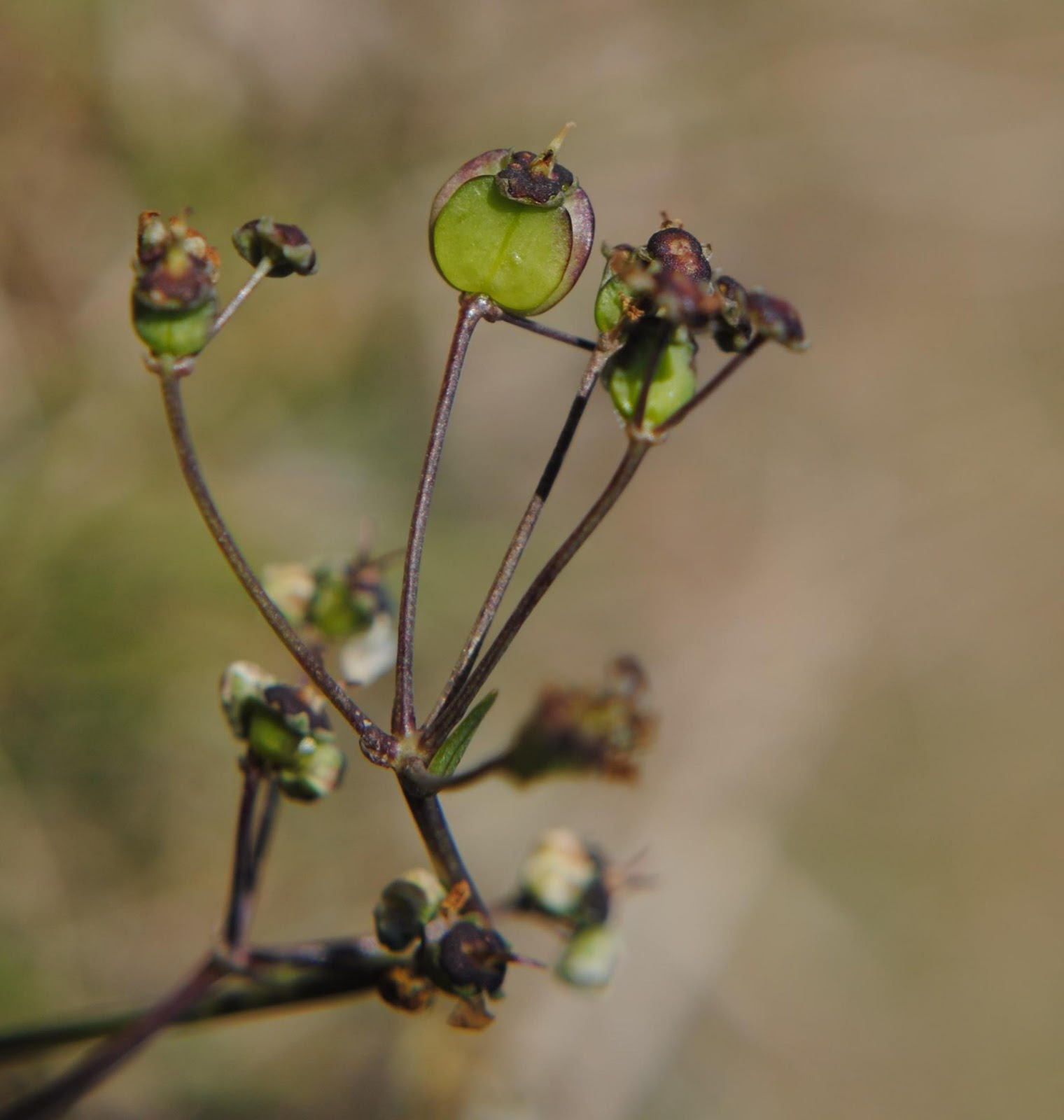
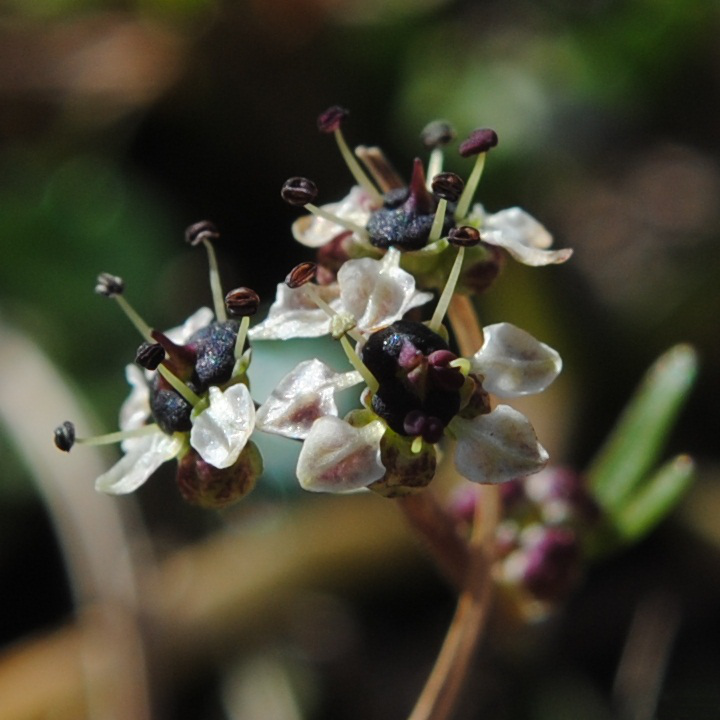
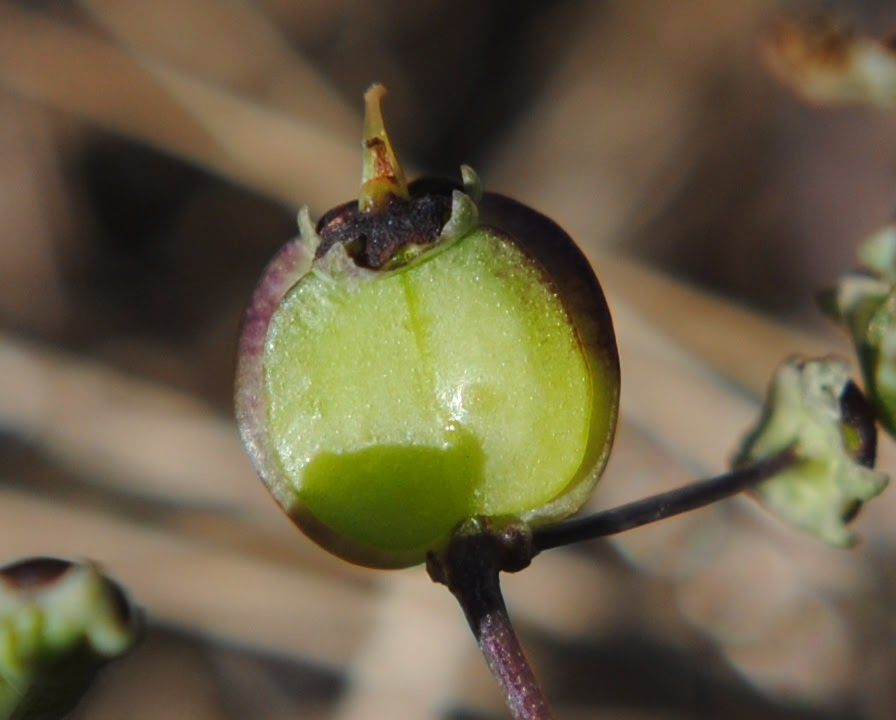
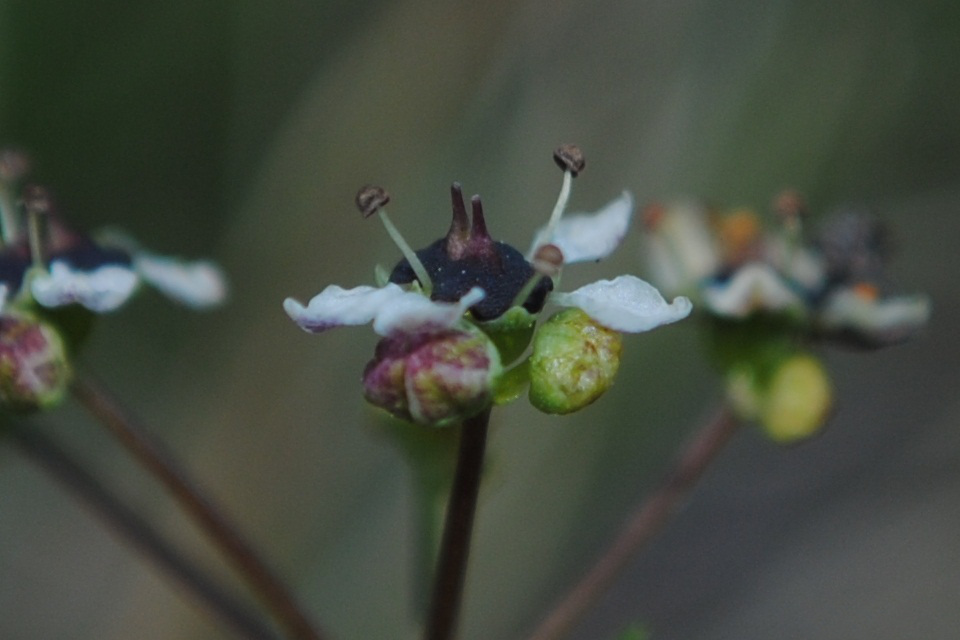
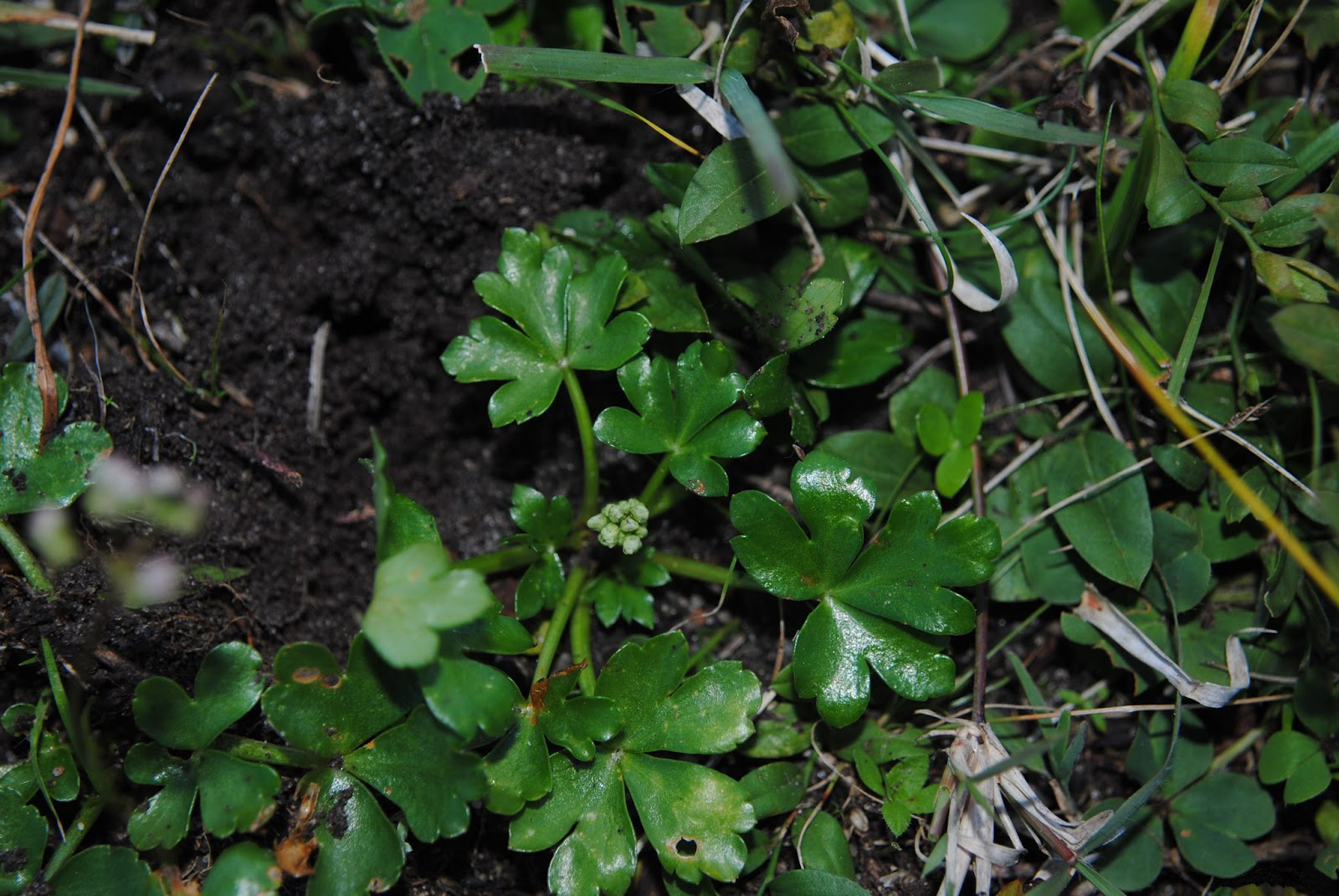
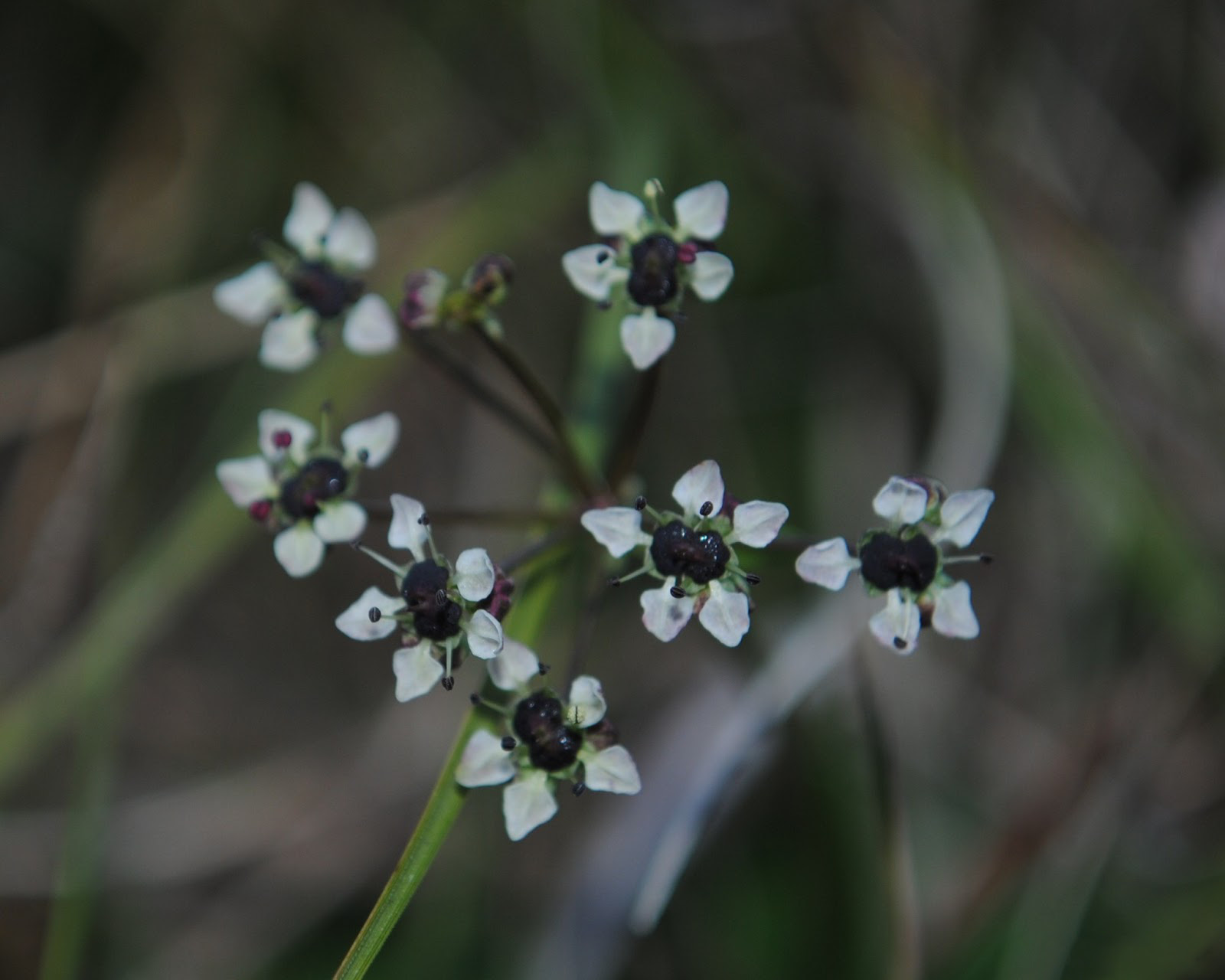